# Carpacoce vaginellata
Carpacoce vaginellata är en måreväxtart som beskrevs av Salter. Carpacoce vaginellata ingår i släktet Carpacoce och familjen måreväxter. Inga underarter finns listade i Catalogue of Life.